# Día de Alaska
El Día de Alaska (en ruso: День Аляски; Den' Alyaski) es un día festivo legal en el estado estadounidense de Alaska, que se celebra el 18 de octubre. Es el aniversario de la transferencia formal del territorio de Alaska de Rusia a Estados Unidos, ocurrida el viernes 18 de octubre de 1867.

## Contexto
El 30 de marzo de 1867, Estados Unidos compró Alaska al Imperio Ruso por la suma de US$7.5 millones. No fue hasta octubre de ese año que los comisionados llegaron a Sitka y se organizó el traslado formal. El izamiento formal de la bandera tuvo lugar en Fort Sitka el 18 de octubre de 1867. La ceremonia original incluyó a 250 soldados del ejército de los Estados Unidos, que marcharon hacia la casa del gobernador en "Castle Hill". Aquí los soldados rusos bajaron la bandera rusa y se izó la bandera estadounidense.
El relato oficial del asunto presentado por el general Lovell Rousseau al secretario de Estado William H. Seward:

...Las tropas que se formaron rápidamente, fueron, precisamente a las tres y media, llevadas a un 'presente de armas', la señal dada al Ossipee... que debía disparar el saludo, y la ceremonia comenzó bajando la bandera rusa... La bandera de los Estados Unidos... estaba debidamente adherida y comenzó su ascenso, izada por mi secretario privado [e hijo], George Lovell Rousseau, y nuevamente se lanzaron saludos como antes, saliendo la batería de agua rusa. La bandera estaba tan izada que en el instante en que llegó a su lugar el sonido del gran cañón del Ossipee reverberó desde las montañas alrededor... El Capitán Pestchouroff se acercó a mí y dijo: 'General Rousseau, por autoridad de Su Majestad el Emperador de Rusia, transfiero a los Estados Unidos el territorio de Alaska' y en pocas palabras reconocí la aceptación del traslado, y la ceremonia concluyó ".

Debido a la diferencia horaria de 11 horas entre Sitka y San Petersburgo, y al hecho de que Rusia todavía usaba el calendario juliano, la fecha a veces se da como el sábado 7 de octubre.[cita requerida]

## Observancia
La legislatura territorial de Alaska declaró el Día de Alaska como festivo en 1917. Es un feriado pagado para los empleados estatales. La celebración oficial se lleva a cabo en Sitka, donde las escuelas despiden a los estudiantes temprano, muchas empresas cierran durante el día y se llevan a cabo eventos como un desfile y la recreación del izamiento de la bandera.[cita requerida]
No debe confundirse con el Día de Seward, el último lunes de marzo, que conmemora la firma del tratado para la Compra de Alaska en el que Estados Unidos compró Alaska a Rusia el 30 de marzo de 1867.

## Protestas
El Día de Alaska es protestado por algunos nativos de Alaska que ven el día festivo como una celebración de la violencia utilizada para quitarles sus tierras. Los organizadores nativos afirman que la tierra no era de Rusia para venderla en primer lugar, por lo tanto, la venta de la tierra a los Estados Unidos es ilegítima.